# Sziva (Permi határterület)
Sziva (oroszul: Сива) falu Oroszország Permi határterületén, a Szivai járás székhelye.
Lakossága: 4659 fő (a 2010. évi népszámláláskor).

## Fekvése
A Permi határterület nyugati részén, Permtől északnyugatra, az azonos nevű folyó partján terül el. A legközelebbi város és vasútállomás a transzszibériai vasútvonalon lévő Verescsagino (kb. 40 km), mellyel aszfaltozott közút köti össze.

## Története
A Sziva környéki földeket először 1621-ben, később 1678-ban is említi írott forrás. 1773-ban a terület a Vszevolozsszkij család tulajdonába került, akik nagy földesúri gazdaságot hoztak létre. Lótenyészetet, posztógyárat, üvegfúvó műhelyt létesítettek. A folyón gátat emeltek, malmot építettek, a falu szélén angol stílusú parkot, üvegházat és vadaskertet alakítottak ki. Oroszországi utazása során Alfred Brehm is meglátogatta a vadaskertet és tanulmányozta az ottani állatok életmódját. A birtokot 1888-ban fizetésképtelennek nyilvánították, vagyonát és földjeit apránként eladták. Az egykori vadaspark mára fenyőkkel benőtt területét 1981-ben védelem alá helyezték.